# Майский (Адамовский район)
Ма́йский — посёлок в Адамовском районе Оренбургской области России. Административный центр Майского сельсовета.

## География
Посёлок находится в восточной части Оренбургской области, в подзоне типчаково-ковыльных степей, на правом берегу реки Суундук, вблизи места впадения в неё реки Якши-Акжар, на расстоянии примерно 54 км (по прямой) к северо-западу от посёлка Адамовка, административного центра района. Абсолютная высота — 269 м над уровнем моря.
Климат
Климат характеризуется как резко континентальный с морозной зимой и жарким летом. Среднегодовая температура воздуха составляет 1,5 °C. Абсолютный максимум температуры воздуха составляет 42 °C; абсолютный минимум — −42 °C. Среднегодовое количество атмосферных осадков составляет 280—330 мм. При этом около 75 % осадков выпадает в тёплый период. Снежный покров держится в среднем около 152 дней в году.
Часовой пояс
Посёлок Майский, как и вся Оренбургская область, находится в часовой зоне МСК+2. Смещение применяемого времени относительно UTC составляет +5:00.

## Население
| 2010 |
| ---- |
| 993  |

Гендерный состав
По данным Всероссийской переписи населения 2010 года, в гендерной структуре населения мужчины составляли 47,3 %, женщины — соответственно 52,7 %.
Национальный состав
Согласно результатам переписи 2002 года, в национальной структуре населения русские составляли 49 % из 1147 чел.

## Улицы
| - ул. Газизова, - ул. Комсомольская, - ул. Майская, - ул. Набережная, | - ул. Октябрьская, - ул. Орская, - ул. Садовая, - ул. Советская, | - ул. Степная, - ул. Студенческая, - пер. Целинный, - ул. Юбилейная. |

## Инфраструктура
В посёлке действуют школа, детский сад, участковая больница, дом культуры и библиотека.